# Dřínov
Dřínov es una localidad situada en el distrito de Kroměříž, en la región de Zlín, República Checa. Tiene una población estimada, a principios de 2021, de 432 habitantes.
Está ubicada al noroeste de la región, en la zona más occidental de los montes Cárpatos, al este de Praga, cerca de la orilla del río Morava —un afluente izquierdo del Danubio— y de la frontera con las regiones de Moravia Meridional y Olomouc.